# Liste der Kellergassen in Kirchberg am Wagram
Die Liste der Kellergassen in Kirchberg am Wagram führt die Kellergassen in der niederösterreichischen Gemeinde Kirchberg am Wagram an.
| Foto |                 | Kellergasse                   | Standort                                                                             | Beschreibung |
| ---- | --------------- | ----------------------------- | ------------------------------------------------------------------------------------ | --- |
| ja   | Datei hochladen | Wagramkante / Alte Weinstraße | KG: Engelmannsbrunn, Kirchberg am Wagram, Mitterstockstall, Unterstockstall Standort | Knapp nördlich der Landesstraße L14 erstreckt sich entlang der Wagramkante eine etwa fünf Kilometer lange lose Reihe einzelner kleiner Gebäude, darunter Presshäuser, Keller, kleine Wohnhäuser und Gartenhäuschen. Sie beginnt östlich von Engelmannsbrunn , weist in der Mitte zwischen Engelmannsbrunn und Kirchberg am Wagram eine wenige Hundert Meter lange Lücke auf, verläuft dann weiter bis zum und sogar – teils unterbrochen durch Siedlungsgebiet – durch den Ort Kirchberg am Wagram , weist knapp östlich von Kirchberg am Wagram eine weitere Lücke auf, und erstreckt sich dann weiter nach Osten bis nach Unterstockstall. Anmerkung: Schmidbaur geht in seiner Arbeit auf diese Gebäudereihe in ihrer Gesamtheit nicht ein. Vermutlich beziehen sich lediglich folgende Angaben bei ihm auf den östlichsten Teil dieser Gebäude: „westlicher Ortsrand Unterstockstall: einseitige Einzelkellergasse an einer Geländekante am Ortsrand. 200 Meter Länge, 18 Gebäuden, davon eines mit Wohnnutzung. teils traufständig, teils in Schildmauerform, mehrheitlich erneuerungsbedürftig.“ Doch ist die von ihm vorgenommene Abgrenzung dieser "200 m" gegenüber dem Rest der Kellerreihe nicht nachvollziehbar. |
| BW   | Datei hochladen | Am Berg                       | KG: Engelmannsbrunn Standort                                                         | An der nordöstlichen Ortsausfahrt befinden sich einseitig in einem Graben auf 70 m Länge fünf Keller. |
| ja   | Datei hochladen | Bei der Landesstraße 2014     | KG: Engelmannsbrunn Standort                                                         | Die einseitige Einzelkellergasse liegt in einem Graben nordwestlich knapp außerhalb der Ortschaft. Sie erstreckt sich über 80 Meter Länge und besteht aus sieben Kellern, überwiegend traufständig. Die älteste Datierung stammt von 1817. |
| BW   | Datei hochladen | Haltergraben                  | KG: Engelmannsbrunn Standort                                                         | Die überwiegend einseitige Einzelkellergasse liegt in einem Graben nördlich knapp außerhalb der Ortschaft. Sie erstreckt sich über 200 Meter Länge und besteht aus fünfzehn Gebäuden, davon vier Um- oder Neubauten. Die Keller sind mehrheitlich traufständig. Die älteste Datierung stammt von 1947. |
| BW   | Datei hochladen | Hintaus                       | KG: Engelmannsbrunn Standort                                                         | Die beidseitige Einzelkellergasse liegt im westlichen Hintaus, teils an einer Geländekante, teils in einem Graben. Sie erstreckt sich über 500 Meter Länge und besteht aus 44 Gebäuden, davon vier Um- oder Neubauten und eine Scheune. Die Keller sind teils traufständig, teils in Schildmauerform, und mehrheitlich erneuerungsbedürftig. |
| ja   | Datei hochladen | In der Satz                   | KG: Engelmannsbrunn Standort                                                         | Die einseitige Einzelkellergasse liegt in einem Hohlweg nordwestlich außerhalb der Ortschaft. Sie erstreckt sich über 100 Meter Länge und besteht aus neun traufständigen Kellern, mehrheitlich erneuerungsbedürftig. Die Gebäude sind durchwegs aus Holz oder mit Holzverschalung versehen. - Zusätzlich liegen knapp 400 m südlich davon ein paar Keller einseitig in einem Graben. |
| BW   | Datei hochladen | Fräuleingraben                | KG: Mitterstockstall Standort                                                        | Im Fräuleingraben, am Nordrand der Ortschaft Oberstockstall, doch auf dem Gebiet der Katastralgemeinde Mitterstockstall, befinden sich ein paar Keller. |
| ja   | Datei hochladen | Mühlweg                       | KG: Mitterstockstall Standort                                                        | Die einseitige Einzelkellergasse liegt südwestlich weit außerhalb von Mitterstockstall, schon nahe an Kirchberg am Wagram, in einem Hohlweg, der die Wagramkante durchschneidet. Auf einer Länge von knapp 250 m befinden sich etwa 15 Keller. |
| ja   | Datei hochladen | Schlossgraben                 | KG: Mitterstockstall Standort                                                        | Die einseitige Einzelkellergasse liegt in einem Hohlweg am nordöstlichen Ortsrand. Sie erstreckt sich über 250 Meter Länge und besteht aus 16 Gebäuden, davon vier Scheunen. Die Keller sind mehrheitlich traufständig und erneuerungsbedürftig. Die älteste Datierung ist von 1936. |
| ja   | Datei hochladen | Zeiselgraben                  | KG: Mitterstockstall Standort                                                        | Das beidseitige Kellergassensystem liegt östlich knapp außerhalb des Orts, teils an einer Geländekante, teils in einem Hohlweg. Es erstreckt sich über 250 Meter Länge und besteht aus 23 Kellern, davon etwa zwei Drittel traufständig und ein Drittel in Schildmauerform. Knapp die Hälfte der Keller ist erneuerungsbedürftig. |
| BW   | Datei hochladen | Alchemistenstraße             | KG: Oberstockstall Standort                                                          | An der nördlichen Ortsausfahrt wurden einige Presshäuser zu Wohnzwecken ausgebaut oder durch Einfamilienhäuser ersetzt. Drei Presshäuser in traditioneller Form sind hier noch erhalten. |
| ja   | Datei hochladen | Mayergraben                   | KG: Oberstockstall Standort                                                          | Die beidseitige Einzelkellergasse liegt in einem Graben am westlichen Ortsrand. Sie erstreckt sich über 500 Meter Länge und besteht aus 58 Gebäuden, davon aber acht Um- oder Neubauten (einige mit Wohnnutzung) und elf Scheunen. Die Keller sind mehrheitlich traufständig. Die älteste Datierung ist von 1907. |
| BW   | Datei hochladen | Kellergasse / Mitterberg      | KG: Unterstockstall Standort                                                         | Die beidseitige Einzelkellergasse liegt in einem Hohlweg am westlichen Ortsrand. Sie erstreckt sich über 180 Meter Länge und besteht aus 18 Gebäuden, teils traufständig, teils in Schildmauerform, die Hälfte davon erneuerungsbedürftig. Die älteste Datierung ist von 1869. |
| BW   | Datei hochladen | Russengraben                  | KG: Unterstockstall Standort                                                         | In einem Graben, der östlich vom Ort wegführt, liegen einseitig auf einer Länge von 250 m knapp zehn Keller. |

| Foto:                    | Fotografie der Kellergasse (Gesamtheit). Klicken des Fotos erzeugt eine vergrößerte Ansicht. Daneben finden sich zwei Symbole: \| Weitere Bilder vorhanden \| Das Symbol bedeutet, dass weitere Fotos des Objekts verfügbar sind. Durch Klicken des Symbols werden sie angezeigt. \| \| Eigenes Foto hochladen \| Durch Klicken des Symbols können weitere Fotos des Objekts in das Medienarchiv Wikimedia Commons hochgeladen werden. \| |
| Name:                    | Bezeichnung der Kellergasse |
| Standort:                | Es ist die Katastralgemeinde (KG) angegeben. Durch Aufruf des Links Standort wird die Lage der Kellergasse in verschiedenen Kartenprojekten angezeigt. |
| Beschreibung             | Kurze Beschreibung der Kellergasse |
| Weitere Bilder vorhanden | Das Symbol bedeutet, dass weitere Fotos des Objekts verfügbar sind. Durch Klicken des Symbols werden sie angezeigt. |
| Eigenes Foto hochladen   | Durch Klicken des Symbols können weitere Fotos des Objekts in das Medienarchiv Wikimedia Commons hochgeladen werden. |